# Cosmosoma avilae
Cosmosoma avilae är en fjärilsart som beskrevs av Forster 1949. Cosmosoma avilae ingår i släktet Cosmosoma och familjen björnspinnare. Inga underarter finns listade i Catalogue of Life.